# Pneumatopteris sumbawensis
Pneumatopteris sumbawensis är en kärrbräkenväxtart som först beskrevs av Carl Frederik Albert Christensen, och fick sitt nu gällande namn av Holtt. Pneumatopteris sumbawensis ingår i släktet Pneumatopteris och familjen Thelypteridaceae. Inga underarter finns listade.